# Mikuláš I. Opavský
Mikuláš Opavský (1255? – 26. července 1318) byl synem českého krále Přemysla Otakara II. a jeho milenky, rakouské šlechtičny Anežky z významného hornorakouského rodu Kuenringů. Stal se zakladatelem vedlejší linie přemyslovského rodu (opavští Přemyslovci), která vydržela až do roku 1521 a jejímž posledním zástupcem byl ratibořský kníže Valentin Hrbatý.

## Životopis

### Syn Přemysla Otakara II.
V říjnu 1260 se pro něj otec snažil získat nástupnické právo, odpověď papeže Alexandra IV. byla co se týče legitimizace příznivá, papežská bula ovšem měla dodatek, podle kterého se dědická práva nevztahovala na český trůn. Přemysl toto rozhodnutí přijal celkem snadno (umožňovalo mu to ospravedlnit rozvod s Markétou Babenberskou).
V listopadu 1269 mu byla vydělena Opavská provincie, která se na počátku 13. století stala součástí Moravy a byla ve správě olomouckých biskupů. V listině z 4. července 1269 vystupuje Mikuláš poprvé jako pán Opavy (dominus Opavie). V roce 1273 byl pod hradem Raabs pasován na rytíře.
V bitvě na Moravském poli (1278) v den svatého Rufa 26. srpna bojoval po otcově boku.
| „                            | V oné bitvě byl také lapen a usmrcen král Otakar, když nesoustředěně a zmateně harcoval mezi vojáky. Jeho syn kníže Mikuláš byl zajat a spolu s jinými zajatými šlechtici, hrabaty a nespočetnými vojáky odveden do Uher. | “ |
| — Děje Uhrů od Šimona z Kézy | |   |

Po prohrané bitvě strávil tři roky v uherském zajetí. V létě 1281 byl Mikuláš po zaplacení výkupného propuštěn ze zajetí a vrátil se na Opavsko.

### Opavský kníže, pád Záviše z Falkenštejna
V roce 1281 pobývala na opavském Hradci královna vdova Kunhuta Uherská a její milenec Záviš z Falkenštejna. Opavsko přidělil královně Rudolf Habsburský po smrti Přemysla Otakara II.. Po svém návratu z uherského zajetí se Mikuláš domáhal Opavska, které mu bylo přidělené Rudolfem Habsburským. Královna Kunhuta byla donucena Hradec opustit.  Následně začal Mikuláš užívat titul opavského knížete, ač fakticky zatím Opavské knížectví neexistovalo. V lednu 1285 v Chebu došlo k dalšímu sblížení mezi Habsburky a Mikulášem Opavským, kterého Rudolf Habsburský chápal jako protiváhu Záviše z Falkenštejna. Ještě v únoru toto sblížení stvrdil i sňatek Mikuláše s Rudolfovou vzdálenou příbuznou Adelheidou. V lednu 1289 (ve stejnou dobu, kdy byl uvězněn Falkenštejn) přišel v Mikulášově doprovodu na pražský dvůr Kazimír Bytomský, první z polských velmožů, kteří složili lenní slib Václavovi II. Následně pověřil český král Václav II. svého bratra Mikuláše Opavské potlačením vzpoury rodu Vítkovců, ze kterého pocházel Záviš z Falkenštejna. Následně Mikuláš Opavský objížděl jednotlivá panství Vítkovců a pod hrozbou popravy žádal jejich vydání. během léta v roce 1290 v srpnu se požadavků Mikuláše Opavského nepodvolil bratr Záviše, Vítek z Krumlova. Mikuláš nechal Záviše poté před hradem Hluboká popravit.
K roku 1293 je doložen jako maršálek Českého království. V roce 1295 se stal Václav II. polským králem a jeho nevlastní bratr byl ustanoven do funkce hejtmana Krakovska a Sandoměřska a také se stal starostou Krakova.

### Poslední roky života
Po zavraždění Václava III. v Olomouci v roce 1306 se Mikuláš pokusil opětovně opanovat Opavsko. Po jeho počátečním přijetí se proti němu pravděpodobně v roce 1308 vzbouřila místní šlechta a Mikuláše vyhnala. Povstání opavské šlechty pravděpodobně souviselo s rezignací Habsburků na boj o české království po smrti německého krále Albrechta. Mikuláš se poté uchýlil do Plumlova či do Brna, kde nechal znovu vybudovat minoritský kostel svatých Janů. V témže kostele byl 26. července 1318 pohřben „dosti jsa chud na statky, ale bohat na ctnosti“.
Od roku 1308 držel pak Opavsko lehnický kníže Boleslav, který jej zabral jako náhradu za nevyplacené věno své manželky Markéty, sestry krále Václava III. Teprve krátce před svou smrtí se dočkal Mikuláš určité satisfakce, když jeho syn Mikuláš II. složil do rukou českého krále Jana lenní slib a mohl převzít opavské knížectví do přímé správy.